# رالي داكار 2009
رالي داكار 2009 هي النسخة 30 من رالي داكار، لأول مرة أقيمت المنافسة خارج أوروبا وأفريقيا بسسب تهديدات القاعدة بأعمال إراهابية. أعطيت الانطلاقة في 3 يناير في بيونس أيرس وانتهت في 14 يناير بعد 9875 كلم من السباق.